# FC Akron Tolyatti
El FC Akron Tolyatti (en ruso: ФК «Акрон» Тольятти) es un equipo de fútbol de Rusia que juega en la Liga Premier de Rusia, la máxima categoría de fútbol en el país.

## Historia
Fue fundado en el año 2018 en la ciudad de Tolyatti en el Óblast de Samara y en junio de 2019 el club fue admitido en la Segunda División de Rusia para la temporada 2019/20.
El 15 de mayo de 2020 la liga fue abandonada por la pandemia del COVID-19 y el FC Akron Tolyatti iba de líder en su zona, por lo que fue promovido a la Primera División de Rusia para la temporada 2020/21.